# Fractie (bestanddeel)
Een fractie is een bestanddeel van een mengsel. De term fractie is vooral gebruikelijk als het bestanddeel door middel van een scheidingsmethode, zoals destillatie, filtratie, kristallisatie of centrifugeren uit het mengsel kan worden afgescheiden. 
Een destillatiefractie is een mengsel van stoffen met een beperkt kooktraject dat door destillatie wordt verkregen uit een mengsel van stoffen met een groter verschil in kookpunt. Een voorbeeld hiervan is ruwe aardolie: dit wordt - met behulp van een fractioneerkolom - in een groot aantal fracties gescheiden om er bruikbare stoffen van te maken. Hierbij worden geen zuivere stoffen gekregen, maar mengsels van stoffen met kookpunten die dicht bij elkaar liggen. 
Destillatie van ruwe olie is een belangrijke stap bij olieraffinage in de petrochemie. De olie wordt gescheiden in verschillende destillatiefracties:
- lpg
- benzine
- kerosine
- dieselolie
- stookolie
- bitumen

De verschillende fracties hebben ieder hun belangrijke toepassingen:
- brandstof
- smeermiddel voor machines
- asfalt voor wegen en dakbedekking (uit het residu)
- grondstoffen voor de chemische industrie, waaruit bijvoorbeeld plastics, geneesmiddelen en kunstmest gemaakt worden

Daarnaast kan fractie gebruikt worden om de isotopensamenstelling van een element aan te geven. Ruw, natuurlijk voorkomend uranium bestaat bijvoorbeeld uit een grote fractie uranium-238, een kleine fractie uranium-235 en een fractie uranium-234.